# Kognitivní psychologie
Kognitivní psychologie je jednou z psychologických věd, která se zabývá způsobem vytváření tzv. vnitřních obrazů (modelů) vnějšího světa, ve kterém žijeme. Jako taková občas bývá zařazována jako součást obecné psychologie. Termínem kognitivní psychologie také někdy bývá označován mezioborový psychologický přístup ke zkoumání lidského myšlení (kognitivismus).
Zmíněné kognitivní modely jsou vlastně vnitřním obrazem chování (tj. situací, událostí, psychických procesů, myšlení člověka a problémů, s nimiž se setkáváme) za účelem lepší orientace a možnosti učinit smysluplné rozhodnutí s předstihem. Takto vytvořený obraz světa je důležitým činitelem ve vnitřním řízení aktivit našeho organismu. Je nejen zodpovědný za to, jak jsme schopni reagovat, ale je také např. zdrojem naší celkové stability či nestability.
Kognitivní psychologie navazuje na gestaltismus, který obohacuje o řadu dalších podnětů. Už u E. C. Tolmana (1886–1959), představitele neobehaviorismu, se můžeme setkat s pojmem kognitivní mapy, tedy potřeba organismu za každých okolností získávat z okolí informace, které později využije k rychlejšímu zorientování se v prostředí, a to do jakési zásoby absolutně nezávisle na aktuálních potravních či sexuálních potřebách.
Představitelem je například Američan G. A. Kelly (1905–1966).

## Vznik kognitivní psychologie
K rozvoji kognitivismu a moderní kognitivní psychologie přispěli různé oblasti. Mezi obory jejichž podíl byl na vzniku kognitivní psychologie nejvýraznější patři psychobiologie, lingvistika a antropologie, dále také technologické obory jako je inženýrství nebo výpočetní technika.

### Přínos psychobiologie
Karl Spencer Lashley, student Johna Watsona, se začal zajímat o neuroanatomii a o otázku, jak organizace mozku řídí lidskou aktivitu. Oponoval behavioristickému tvrzení, že lidský mozek je pasivní orgán, který pouze reaguje na vlivy prostředí. Považoval ho spíše za aktivního a dynamického organizátora chování. Snažil se přijít na to, jak makroorganizace lidského mozku umožňuje tak složité, předem připravované a plánované aktivity, jako je například používání jazyka neb hudební produkce.
V roce 1949 byl Donald Hebb prvním psychologem, který vystoupil s podrobnou, testovatelnou teorií týkající se způsobu, jakým může mozek podporovat kognitivní procesy. Jeho významná práce poskytla stabilní základ pro některé současné tendence v kognitivní psychologii. Zajímal se o změny struktury neurálních spojů v mozku v důsledku učení. Jeho hlavním přínos spočívá v teorii buněčných shluků, které představují koordinované neurální struktury vyvíjející se na základě časté stimulace a tvoří základ učení v mozku.
V roce 1957 behaviorista B. F. Skinner naopak napsal knihu věnovanou popisu osvojování a užívání jazyka pouze na základě vlivů prostředí. Tato práce posunula Skinnerovo pojetí příliš daleko a připravila půdu pro kritiky. Lingvista Noam Chomsky v roce 1959 sepsal ostře kritický přehled Skinnerových názorů. Ve svém článku upozornil na biologický podklad a na tvořivý potenciál jazyka (nekonečný počet vět, jež můžeme vytvořit), který postavil do kontrastu s názorem behavioristů. Chomsky se domníval, že pochopení jazyka není omezeno pouze tím, co jsme slyšeli, ale že existuje vrozený modul jazykového vývoje, jenž je typický pro všechny lidi. Jedná se o strukturu mysli, ne o strukturu prostředí.

### Přínos technologie: inženýrství a výpočetní technika
Nahlížení na lidskou mysl ovlivnily i technické pokroky. Technologický vývoj telekomunikací a počítačů vedl k analogickému vývoji v teorii psychologie, především v oblasti zpracování informací. Na základě zkušeností  získaných v oblasti počítačového zpracování informací začali psychologové hovořit o informačních kódech nebo omezeních týkajících se rozsahu zpracovávané informace.
Na konci padesátých let 20. století se objevuje přístup, na jehož základě mělo být možné naprogramovat stroje tak, aby napodobovaly inteligentní zpracovávání informací. V roce 1956 byla slovní zásoba obohacena o nový termín: umělá inteligence. Ta představovala pokus o vytvoření inteligentních systémů a především o inteligentní zpracovávání informací. První tvůrci umělé inteligence se však spíše zajímali o maximalizaci účinnosti zpracovávání informací než o simulaci lidské inteligence a řešení problémů. Výzkumní pracovníci brzy přišli na to, že některé úkoly, které jsou pro lidi snadné, jsou pro počítače složité.
Na začátku šedesátých let 20. století došlo ke spojení vývoje psychobiologie, lingvistiky, antropologie, umělé inteligence a dále ke sjednocení reakcí na behaviorismus ze strany mnoha významných psychologů. Výsledkem byla situace na hraně revoluce. Raní kognitivisté zastávali názor, že pojetí chování ve smyslu tradičního behaviorismu je nepřesné, protože nic nevypovídá o tom, jak lidé myslí. Tuto oblast behavioristé skutečně ignorovali. Velmi ostrou kritikou byla kniha Ulrica Neissera Cognitive psychology, která zviditelnila kognitivismus informováním vysokoškolských studentů, doktorandů a odborníků o této vyvíjející se oblasti. Neisser definuje kognitivní psychologii jako studium toho, jak se lidé učí, jak strukturují, uchovávají a využívají vědomosti. Následně, v roce 1972, navrhli Herbert Simon a Allen Newell detailní modely lidského myšlení a řešení problémů od nejjednodušších úrovní až po roviny nejsložitější. V sedmdesátých letech 20. století byla kognitivní psychologie široce uznávaná jako hlavní oblast studia psychologie se specifickým souborem výzkumných metod.